# Statyczna próba ściskania
Statyczna próba ściskania – metoda badań wytrzymałościowych materiałów konstrukcyjnych.
Badanie polega na osiowym ściskaniu znormalizowanej próbki ze stałą szybkością. Próbką jest odpowiednio przygotowany okrągły pręt o stosunku długości do średnicy, uniemożliwiającym wyboczenie w trakcie badania. Próbę przeprowadza się na uniwersalnej maszynie wytrzymałościowej. W czasie próby rejestruje się zależność siły ściskającej od skrócenia próbki. Gotowy wykres, będący wynikiem takiego pomiaru, jest przedstawiony jako nominalne naprężenie {\displaystyle \sigma _{n}} w funkcji nominalnego odkształcenia {\displaystyle a_{c}.} Nominalne naprężenie {\displaystyle \sigma _{n}} jest to stosunek przyłożonej siły ściskającej {\displaystyle F} do pola przekroju początkowego {\displaystyle S_{0}.} Skrócenie nominalne {\displaystyle a_{c}} to stosunek bezwzględnego skrócenia {\displaystyle \Delta l} {\displaystyle (\Delta l=l_{0}-l_{x})} do długości początkowej {\displaystyle l_{0}.}
Na podstawie statycznej próby ściskania wyznacza się:
- umowną granicę sprężystości {\displaystyle R_{0,01\%},}
- umowną granicę plastyczności {\displaystyle R_{0,2\%}} lub wyraźną granicę plastyczności {\displaystyle R_{e},}
- wytrzymałość na ściskanie {\displaystyle R_{c},}
- moduł sprężystości wzdłużnej przy ściskaniu.

Sposób przeprowadzania badania zależy od badanego materiału. Informacje na ten temat można znaleźć w normach PN-EN 12290, PN-EN ISO 604, PN-EN ISO 7500-1, PN-EN 24506, PN-H-83119, PN-D-04102, PN-D-04229, PN-D-04115 i PN-H-04320.